# 조세학술상
조세학술상은 한국세무사회가 주관하는 조세 분야에 관한 논문에 대해 시상하는 학술상이다.

## 역대 수상자
- 2013년 1회 '조세법에서의 준용규정의 적용실태와 개선방안'을 쓴 김완일 세무사, 오광욱 고려대 교수[1]
- 2014년 2회  김정호 세무사, 박종일 교수
- 2015년 3회 '가족구성원의 소유지분 및 경영참여가 이익의 질에 미치는 영향'을 쓴 고윤성 한국외국어대 교수, '소득처분제도의 문제점과 합리적 개선방향'를 쓴 윤석남 세무사[2]
- 2017년 5회  이경근 법무법인 율촌 부문장·김상술 조세심판원 서기관[3]
- 2018년 6회 '소득공제 대상인 특별공제 항목의 세액공제 전환에 따른 지출행태의 변화 분석' 전병욱 서울시립대 교수, '횡령죄와 배임죄의 세법상 취급에 대한 소고'를 공저한 김지숙 대구지검 검사·권형기 법무법인 평안 변호사[4]

## 공로상
- 2013년 1회 김완석 강남대 교수
- 2014년 2회 송쌍종 서울시립대 명예교수, 이우택 한양대 명예교수
- 2015년 3회 옥무석 이화여대 교수, 서희열 강남대 교수, 이승문 세무사[5]
- 2016년 4회 윤태화 경영대학원장(경영학과 교수)
- 2017년 5회 다수의 조세정책을 제안한 연구활동한 이창희 서울대 교수, 김면규 세무사
- 2018년 6회 김광묵 국회 기획재정위원회 수석전문위원